# مجله آموزش شیمی
مجله آموزش شیمی(به انگلیسی: Journal of Chemical Education) یک مجله دانشگاهی ماهانه با داوری همتا است که در دو نسخه چاپی و الکترونیکی موجود است. این مجله توسط بخش آموزش شیمی انجمن شیمی آمریکا از سال ۱۹۲۴ منتشر می شود. موسس این نشریه شیمی‌دان آمریکایی، نیل گوردون بود. این مجله تحقیقاتی، موضوعات مربوط به آموزش شیمی را پوشش می دهد و مخاطبان هدف آن شامل مربیان شیمی از دوره راهنمایی تا مقطع کارشناسی ارشد و برخی از دانشمندان در صنایع هستند.